# Supergrass
Supergrass — британська група альтернативного року, створена в 1993 році в Оксфорді, Англія. Оксфордська група Supergrass спочатку вважалася послідовницею гітарного інді 90-х років, але згодом скотилася в рок-мейнстрім. Кістяк банди склали Денні Гоффа (ударні), Гері Кумбс (вокал, гітара) і Міккі Куїнн (бас). Перші двоє раніше грали в The Jennifers, і навіть випустили під цим ім'ям один сингл на Nude records. На початку 1994-го до них приєднався Куїнн, і тріо приступило до репетицій, взявши орієнтир на творчість Pixies, Sonic youth і Buzzcocks.

## Історія

### Дебют 1994–1999
Дебютний сингл колективу Caught by the Fuzz, був присвячений особистим спогадам Кумбса про його арешт за марихуану. Випускався він у трьох різних варіантах і, нарешті, зміг привернути до себе увагу, коли фірмі Backbeat вдалося поширити 250 примірників.
Оксфордцями зацікавилися люди з Parlophone, і вже в жовтні 1994-го мажори перевидали Caught by the Fuzz. Отримавши солідну підтримку, сингл добрався до 42-го рядка британських чартів, а відомий радіо-діджей Джон Пол віддав пісні п'яте місце. Supergrass трохи покаталися в компанії з Shed Seven, а потім виступили на розігріві у Blur. На початку 1995-го вийшов другий сингл Man size rooster, за ним пішов повноформатний альбом. I Should Coco записувався в Sawmills Studios, а продюсував його вокаліст Mystics Сем Вільямс. Найпопулярнішою композицією на диску була Alright. Саме завдяки цій пісні, зробленій в дусі Monkees, музиканти гурту відразу стали знаменитостями.
Сингл Alright зайняв у британських чартах тільки друге місце, але зате допоміг альбому піднятися на саму верхівку хіт-параду. У результаті пісні з I Should Coco провели в плей-листах радіостанцій більшу частину 1996 року.
У 1997-му група дозріла для другого альбому, і з його допомогою довела, що є одним з яскравих талантів на британській сцені. In It For The Money виявився вдалою підбіркою світлих, мелодійних пісень, причому деякі речі нагадували про старий добрий рок-н-рол минулого. Так, композиція Richard III була витримана в дусі ранніх серфових Beach Boys, а Late in the day навіювали спогади про славні деньки Beatles.

### 1999–2010
Третій реліз команди був не таким вдалим, як попередні роботи. Сам Кумбс зазначив, що деякі композиції з альбому його відверто розчаровують.
Напевно, цей момент і став причиною того, що після Supergrass в студійній роботі колективу настала трирічна пауза. Група повернулася в 2002-у з розповіддю про життя на інших планетах, витриманому все в тому ж брітпоповом стилі. А своє десятиліття тріо з Оксфорда відзначило випуском збірки Supergrass is 10, куди крім синґлового матеріалу потрапило кілька нових треків.
Для роботи над п'ятим альбомом група створила власну студію у Франції, але змушена була кілька разів переривати роботу (у зв'язку з смертю матері братів Кумбс). Road to Rouen вийшов у серпні 2005 року і піднявся до 9-го місця в Британії (отримавши згодом срібний статус). Синглами з альбому вийшли St. Petersburg (# 22 UK) Low C і Fin, що не увійшли до топ 40. Група провела всесвітні гастролі, побувавши в Японії, Південній Америці, США і Європі.
Шостий альбом Diamond Hoo Ha записувався з січня по листопад 2007 року в Берліні та Нью-Йорку. У розпал роботи над ним басист Міккі Куїнн (страждаючий лунатизмом) опинився в лікарні після того, як випав вночі з вікна, зламавши хребець і роздробивши п'яту. Альбом вийшов у березні 2008 року, з синглами — Diamond Hoo Ha Man і Bad Blood.
13 квітня 2010 група офіційно заявила про свій розпад. "Дякуємо всім тим, хто підтримував нас протягом цих довгих років, — говорять вокаліст Гез Кумбс, басист Міккі Куїнн, барабанщик Денні Гоффі і клавішник Роб Кумбс. — Ми продовжуємо залишатися великими друзями, але — як би банально це не звучало — музичні відмінності змушують нас розійтися. І ми щиро бажаємо один одному успіхів у всіх починаннях ". Повідомляється, що після завершення туру Гоффі і Гез Кумбс зосередяться на новому проекті The Hotrats. Перед розформуванням група провела прощальний міні-тур по Європі, який складався з чотирьох міст. Музиканти відіграли в Глазго, Манчестері та Лондоні і завершили гастролі концертом 11 червня у Парижі.

## Дискографія

### Альбоми
- I Should Coco — (1995, #1 UK)
- In It for the Money (1997, #2 UK)
- Supergrass — (1999, #3 UK)
- Life on Other Planets (2002, #9 UK, #195 US)
- Road to Rouen — (2005, #9 UK)
- Diamond Hoo Ha — (2008, #19 UK)

### Збірки
- Supergrass Is 10 (2004) #4 UK

### Синґли
- «Caught By The Fuzz» (1994, #43)
- «Mansize Rooster» (1995, #20)
- «Lose It» (1995, #75)
- «Lenny» (1995, #10)
- «Alright/Time» (1995, #2)
- «Going Out» (1996, #5)
- «Richard III» (1997, #2)
- «Sun Hits the Sky» (1997, #10)
- «Late in the Day» (1997, #18)